# John Kerry
John Forbes Kerry (Aurora, 11 de diciembre de 1943) es un político, abogado, exmilitar y diplomático estadounidense, que se desempeñó como secretario de Estado de los Estados Unidos desde el 1 de febrero de 2013 hasta el 20 de enero de 2017, durante el segundo mandato presidencial de Barack Obama.
Miembro del Partido Demócrata, fue senador por el Estado de Massachusetts entre 1985 y 2013, ejerciendo como presidente del Comité de Relaciones Exteriores del Senado entre 2009 y 2013. Kerry fue el candidato demócrata a la presidencia de los Estados Unidos en la elección presidencial de 2004, perdiendo ante el titular republicano George W. Bush.
Graduado en Ciencias Políticas por la Universidad Yale en 1966, se alistó en la Reserva Naval de Estados Unidos, alcanzando finalmente el grado de teniente. Y durante 1968 y 1969 sirvió durante cuatro meses en Vietnam del Sur como oficial a cargo (OIC) de un barco Swift. Por sus servicios militares, fue condecorado con la Estrella de Plata, la Estrella de Bronce y 3 Corazones Púrpura. A su regreso a los Estados Unidos, Kerry se unió a la organización Vietnam Veterans Against the War (Veteranos de Vietnam contra la Guerra), de la que sería portavoz, destacándose como un opositor abierto a la Guerra de Vietnam.
Graduado de Juris Doctor por Escuela de Derecho del Boston College, Kerry fue asistente del fiscal general del Condado de Middlesex y vicegobernador de Massachusetts, bajo el mandato del gobernador Michael Dukakis, entre 1983 y 1985, año en que fue elegido senador por Massachusetts.
Como senador, se destacó como miembro del Comité de Relaciones Exteriores del Senado, presidiendo la subcomisión del Senado que entre 1987 y 1989 investigó el escándalo Irán-Contra. Se destacó en temas claves de la política exterior y la seguridad nacional de los Estados Unidos, incluyendo asuntos vinculados a Afganistán y Pakistán, el cambio climático y la no proliferación nuclear.
En enero del 2013, Kerry fue nominado por el presidente Barack Obama para reemplazar a la saliente secretaria de Estado, Hillary Clinton, siendo confirmado luego por el Senado el 29 de febrero de 2013. Como Secretario de Estado, su gestión se ha caracterizado por fortalecer la política de relaciones internacionales de Obama, teniendo un papel activo en temas como el terrorismo extremista islámico, la Guerra en Siria, el restablecimiento de relaciones con Cuba y Latinoamérica, así como el acuerdo con Irán sobre su programa nuclear.

## Familia y vida personal

### Ascendencia y primeros años de vida

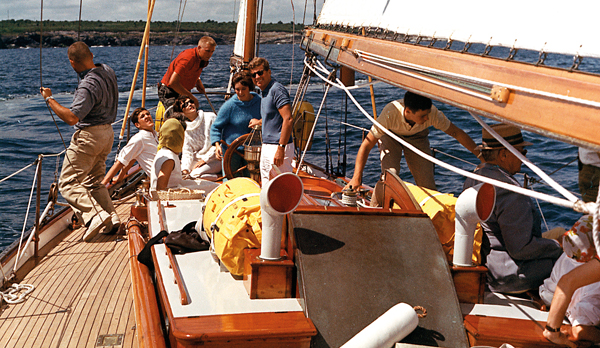
Fotografía en su juventud de John Kerry (vestido de blanco) a bordo del yate de John F. Kennedy, en 1962.

Los abuelos paternos de Kerry, un hombre de negocios de zapatos, Frederick "Fred" A. Kerry y la músico Ida Lowe, eran inmigrantes del Imperio Austrohúngaro. Fred nació como "Fritz Kohn", luego él y su esposa Ida asumieron el apellido "Kerry" y se trasladaron a Estados Unidos. Fred e Ida nacieron en familias judías y se convirtieron al catolicismo al mismo tiempo en Austria.  Su padre fue criado como católico.
Sus antepasados maternos eran de ascendencia escocesa e inglesa, su abuelo materno James Grant Forbes II era miembro de la Familia Forbes, una rica dinastía de origen escocés asentada en Boston, Massachusetts. Mientras que su abuela materna Margaret Tyndal Winthrop perteneció a la familia Dudley-Winthrop. El abuelo paterno de Margaret, Robert Charles Winthrop sirvió de portavoz de la Cámara de Representantes de Estados Unidos. El padre de Robert era el gobernador Thomas Lindall Winthrop, hijo de John Winthrop, tataranieto del gobernador de la colonia de la bahía de Massachusetts John Winthrop y bisnieto del gobernador Thomas Dudley. [1] A través de su madre, John es primo del político francés Brice Lalonde. Su madre fue formada en la fe episcopaliana.
John Forbes Kerry nació en Aurora, Colorado, en el Hospital Militar Fitzsimons. Fue el segundo de los cuatro hijos del matrimonio conformado por Richard John Kerry, abogado y funcionario del Servicio Exterior estadounidense y por Rosemary Forbes Isabel, una enfermera y activista social.
Tanto John, como sus hermanas Margaret (nacida en 1941), Diana (nacida en 1947) y su hermano Cameron (nacido en 1950), fueron criados bajo la fe de su padre. Aunque sus padres eran de clase media alta, fue una tía suya rica quien pagó sus estudios en internados y colegios de élite.
Kerry creció en medio de un ambiente militar hasta que su padre fue dado de alta del Cuerpo Aéreo, motivo por el cual la familia se mudaría a Washington D. C. en 1949. Ya en la capital estadounidense, su padre, Richard, ocupó un puesto en el Departamento de la Armada, y luego como diplomático en la Oficina de Asuntos de las Naciones Unidas del Departamento de Estado.
En 1957, su padre fue destinado a la Embajada de Estados Unidos en Oslo, Noruega, y Kerry fue enviado a estudiar en el Colegio Fessenden en Newton y luego al Colegio St. Paul en New Hampshire. En el Colegio St. Paul, fundó la Sociedad John Winant, dedicada al debate sobre temas de la actualidad, la cual hoy continúa existiendo.
En 1962, Kerry entró en la Universidad de Yale, donde se especializó en Ciencias Políticas, graduándose en 1966. Durante su segundo año, Kerry se convirtió en el presidente del Partido Liberal de la Unión Política de Yale y un año más tarde se desempeñó como Presidente de la Unión. Su implicación política en la universidad le dio la oportunidad de estar involucrado en los temas de debate del momento, como el movimiento de derechos civiles y el programa New Frontier de J. F. Kennedy. También se convirtió en miembro de la sociedad secreta Skull and Bones.

### Creencias religiosas
Kerry es católico y se dice que llevaba un rosario religioso, un libro de oraciones y una medalla de San Cristóbal (el santo patrón de los viajeros) cuando hacía campaña. Mientras que Kerry está personalmente en contra del aborto, apoya el derecho legal de una mujer de tener uno. Al hablar de su fe, Kerry dijo "Pensé en ser sacerdote. Yo era muy religioso, mientras estaba en la escuela en Suiza. Yo era monaguillo y rezaba todo el tiempo. Yo estaba muy centrado alrededor de la gente y la iglesia". También dijo que las cartas de Pablo (Apóstol Pablo) fueron las que más lo motivaron, indicando que le enseñaron a "no sentir lástima por sí mismo".
Kerry dijo al cristianismo de hoy en octubre del 2004 "Soy un católico y lo practico, pero al mismo tiempo tengo una mentalidad abierta a muchas otras expresiones de espiritualidad que vienen a través de diferentes religiones ... He pasado algún tiempo leyendo y pensando en la religión y tratar de estudiarla y no he hecho conclusiones sobre las diferencias, sino un sentido de las similitudes en muchos sentidos". Dijo que creía que la Torá, el Corán y la Biblia comparten todos una historia fundamental que conecta con los lectores.

## Servicio Militar  (1966–1970)
El 18 de febrero de 1966, Kerry se alistó en la Reserva Naval, iniciando su servicio militar activo el 19 de agosto de 1966. Tras completar las 16 semanas de entrenamiento en el Centro Naval en Newport, Rhode Island, Kerry recibió el grado de oficial el 16 de diciembre de 1966. Fue destinado en la fragata de misiles guiados USS Gridley, solicitando cumplir su servicio en Vietnam del Sur.
En la noche del 2 de diciembre y la madrugada del 3 de diciembre de 1968, Kerry estaba a cargo de una pequeña embarcación que operaba cerca de una península al norte de bahía de Cam Ranh, junto con un barco Swift (PCF-60). De acuerdo con Kerry y los dos tripulantes que le acompañaban esa noche, Patrick Runyon y William Zaladonis, sorprendieron a un grupo de vietnamitas desembarcando en el cruce del río y cuando los sorprendieron empezaron a correr, desobedeciendo el llamado a detenerse. Kerry y sus hombres abrieron fuego, entrando en un enfrentamiento en el que Kerry recibió una herida de metralla en el brazo izquierdo por encima del codo. Por esta lesión recibió su primer Corazón Púrpura.
Kerry recibió un segundo Corazón Púrpura por una herida recibida en la acción en el río Bồ Djé el 20 de febrero de 1969. Además, fue condecorado con la Estrella de Plata y la Estrella de Bronce con “V de Combate”.

### Controversia
Durante la candidatura de John Kerry en las elecciones presidenciales de 2004, el registro de la participación de Kerry en la Guerra de Vietnam se convirtió en un tema de amplia atención pública. Mediante anuncios de televisión y el libro llamado Unfit for Command (Incapaz para el Mando), en coautoría por John O'Neill y Jerome Corsi, el grupo Swift Boat Veterans for Truth (SBVT), un grupo de 527, conocidos más tarde como los Swift Vets and POWs for Truth, cuestionó los detalles de su registro de servicio militar y las circunstancias relacionadas con el mérito de sus medallas en combates.
Su campaña contra Kerry recibió amplia atención mediática, pero fue desacreditada posteriormente y dio lugar al neologismo "swiftboating", para describir un ataque político injusto o falso. Defensores del registro de servicio de John Kerry, incluyendo a casi todos sus antiguos compañeros de tripulación, declararon que las alegaciones de los SBVT eran falsas.

### Activismo anti-guerra (1970–1971)
Después de regresar a los Estados Unidos tras la Guerra, Kerry se unió a la organización Veteranos de Vietnam Contra la Guerra (VVCG). Kerry participó en la investigación "Soldado del Invierno", realizada por la VVCG, acerca de los crímenes cometidos por Estados Unidos durante la Guerra de Vietnam.
El 22 de abril de 1971, Kerry se presentó ante una audiencia del comité del Senado de EE.UU. acerca de las propuestas relativas a poner fin a la guerra. Al día siguiente de este testimonio, Kerry participó en una manifestación con miles de veteranos en la que él y otros veteranos de la Guerra de Vietnam arrojaron sus medallas y cintas de servicios sobre una valla erigida en los escalones de la entrada del edificio del Capitolio de Estados Unidos para dramatizar su oposición a la guerra.

### Matrimonios e hijos

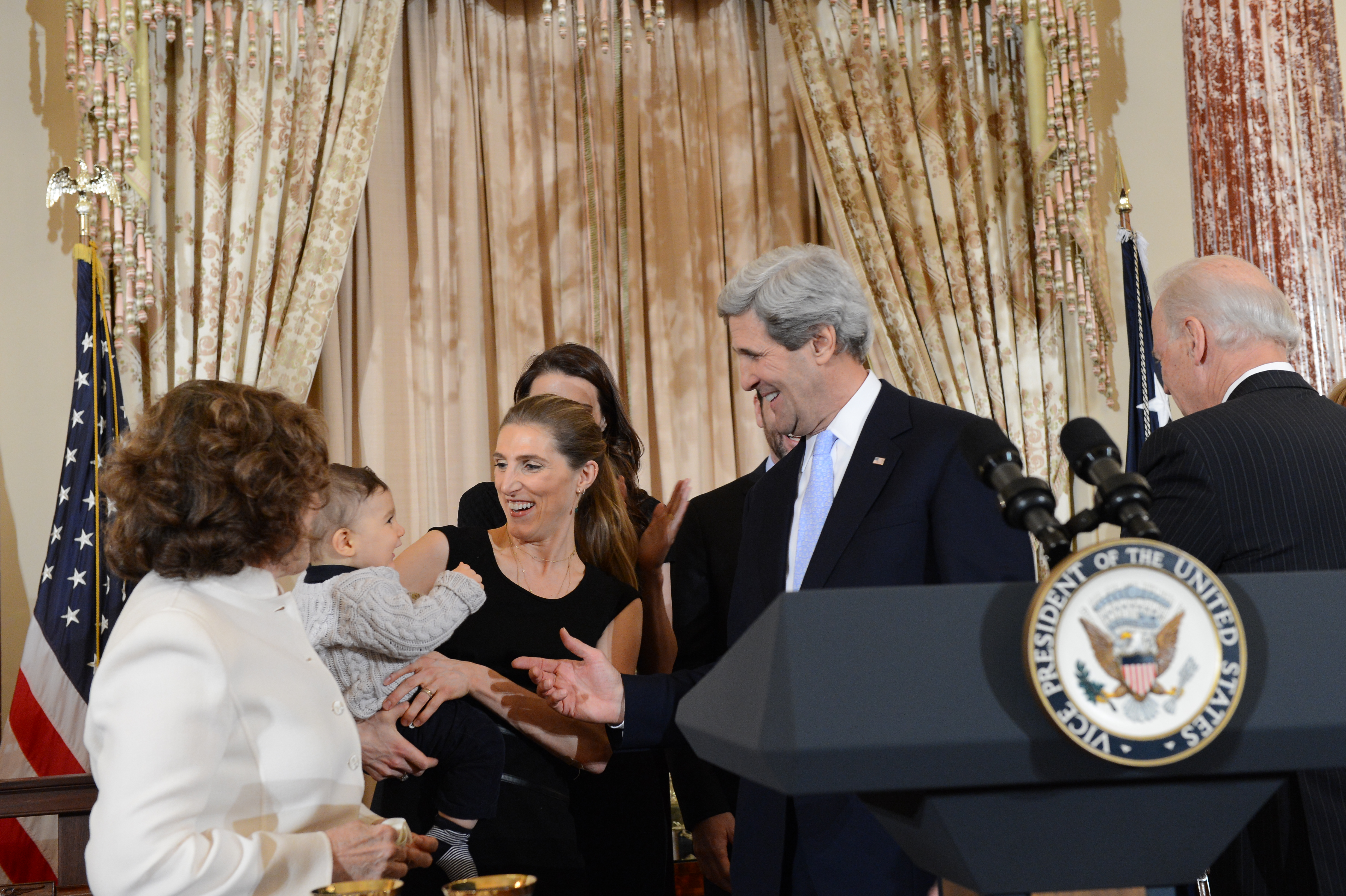
Kerry, con su familia.

Kerry estuvo casado con Julia Stimson Thorne hasta 1982, y tuvieron dos hijas:
- Alexandra Forbes Kerry (nacida el 5 de septiembre de, 1973), directora de documentales.
- Vanessa Kerry Bradford (nacida el 31 de diciembre de 1976), médico.

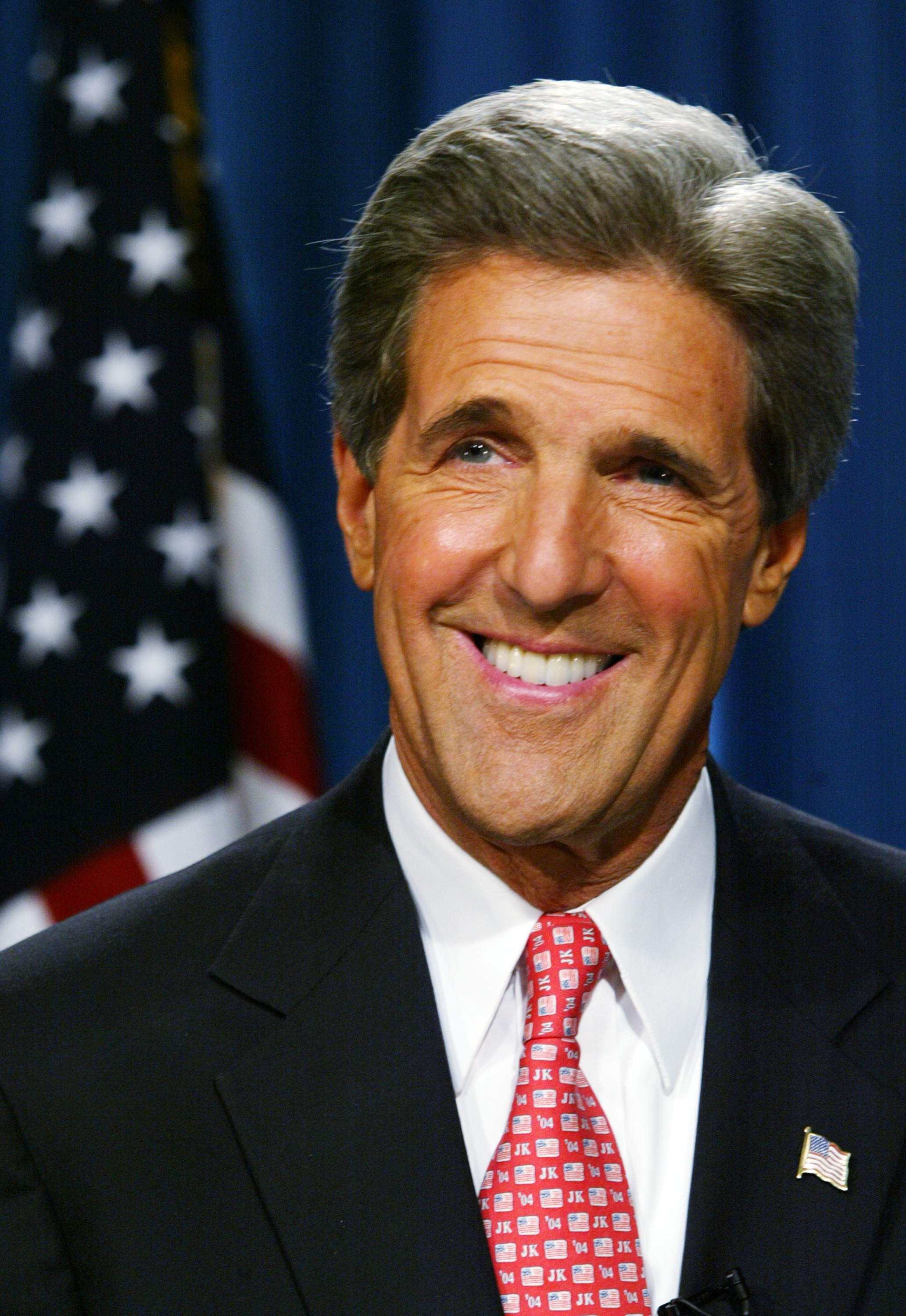
Retrato siendo senador

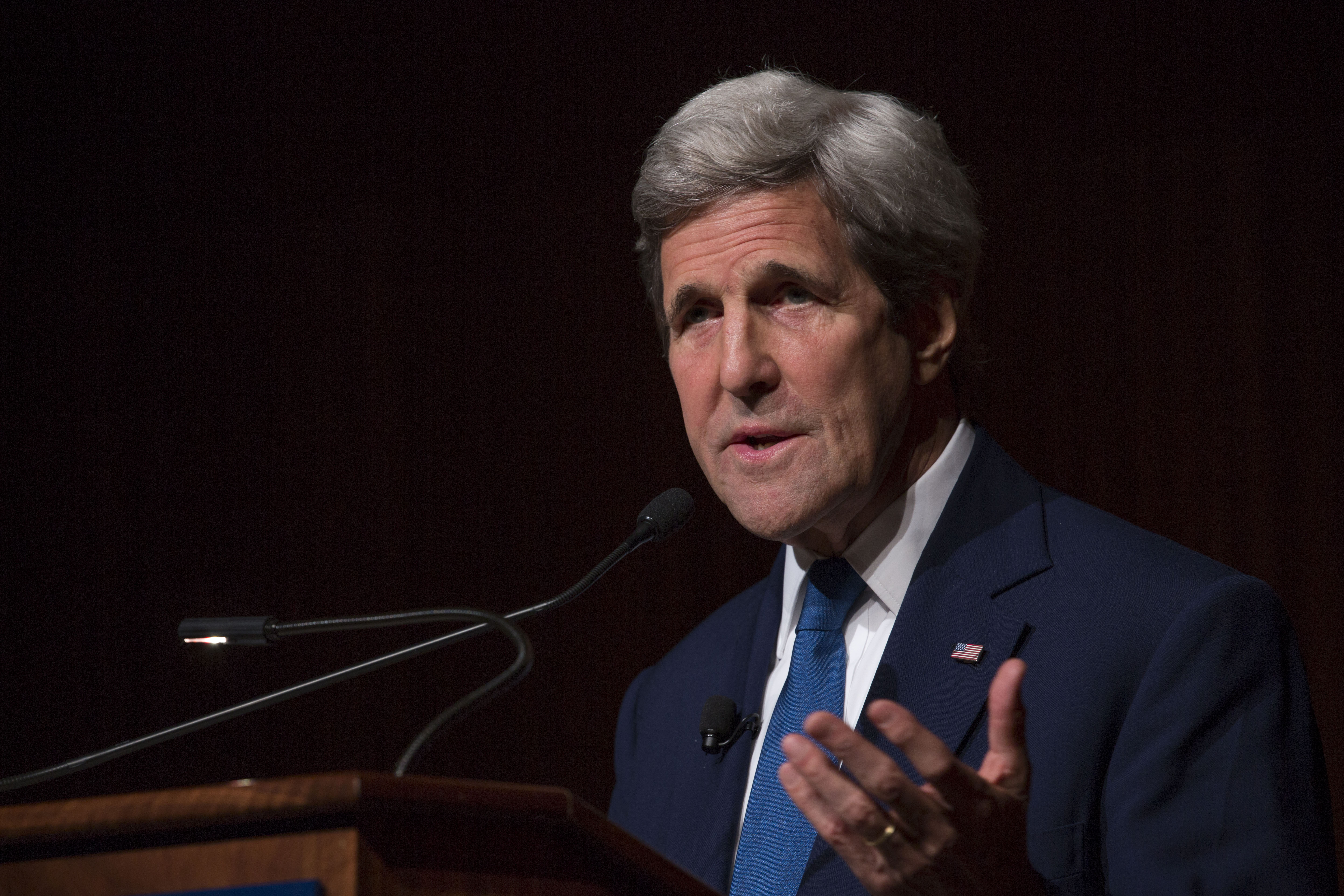
Kerry en la Biblioteca Presidencial Lyndon B. Johnson, en 2016

Alexandra nació días antes de Kerry comenzara la escuela de leyes. En 1982, Julia pidió a Kerry una separación, mientras que ella estaba sufriendo de depresión severa. Se divorciaron el 25 de julio de 1988, y el matrimonio fue anulado formalmente en 1997. "Después de 14 años como esposa de un político, y con el hecho de que la política asociada solamente con la ira, el miedo y la soledad", escribió en su libro un cambio de corazón, sobre la depresión. Thorne después se casó con Richard Charlesworth, un arquitecto, y se trasladó a Bozeman, Montana, donde se convirtió en activo en los grupos ambientales locales, tales como el Yellowstone Grand Coallition. Thorne apoyó la candidatura presidencial de Kerry del 2004. Murió de cáncer el 27 de abril del 2006.
María Teresa Thierstein Simões Ferreira, empresaria nacida en Mozambique, segunda esposa de Kerry, filántropa (conocida como Teresa) y viuda de un colega de Kerry, Henry John Heinz III, fueron presentados por Heinz en un acto por el Día de la Tierra en 1990. A principios del año siguiente, el senador Heinz murió en un accidente aéreo cerca de Lower Merion. Teresa tiene tres hijos de su matrimonio anterior con Heinz, Henry John Heinz IV, André Thierstein Heinz, y Christopher Drake Heinz. Heinz y Kerry se casaron el 26 de mayo de 1995, en Nantucket, Massachusetts.
La encuesta de Forbes 400 estima que en 2004 la fortuna de Teresa Heinz Kerry tenía un valor neto de 750 millones de dólares. Sin embargo, las estimaciones tienen con frecuencia variaciones, que van desde alrededor de 165 millones hasta un máximo de 3.200 millones de dólares, según un estudio en el diario Los Angeles Times. Independientemente de si la cifra es correcta, Kerry era el senador más rico de EE.UU. durante su servicio en el Senado. Independiente de Heinz, Kerry es rico en su propio derecho y es el beneficiario de al menos cuatro fideicomisos heredado de parientes de la familia Forbes, entre ellos su madre, Rosemary Forbes Kerry, que murió en 2002. La revista Forbes (llamado así por la familia Forbes de los editores, sin relación con Kerry) estimaron que si es elegido y si se incluyeran los bienes de la familia de Heinz, Kerry habría sido el tercer presidente más rico de Estados Unidos en la historia, después de un ajuste por la inflación. Esta evaluación se basó en Heinz y en activos combinados de Kerry, pero la pareja firmó un acuerdo prenupcial que mantiene sus activos por separado. En un formulario de declaración financiera de Kerry en el año 2011 puso sus bienes personales en el rango de $230 millones a $320 millones, incluyendo el patrimonio de su cónyuge e hijos dependientes. Esto incluyó un poco más de tres millones de dólares de activos de la empresa H. J. Heinz Company, que aumentaron a su valor en más de seiscientos mil dólares en 2013, cuando Berkshire Hathaway anunció su intención de adquirir la empresa.

### Salud
En 2003, se le diagnosticó a Kerry y trató con éxito un cáncer de próstata. El 31 de mayo del 2015, Kerry se rompió la pierna derecha en un accidente en bicicleta en Scionzier, Francia, y fue trasladado al Hospital General de Massachusetts de Boston para la recuperación. El cirujano ortopédico Dr. Dennis Burke, quien había conocido a Kerry en Francia y había acompañado a él en el avión desde Francia a Boston, trató la pierna derecha de Kerry el martes 2 de junio, en una operación de cuatro horas.

### Atletismo y la navegación
Además de los deportes que jugó en Yale, Kerry es descrito por la revista Sports Illustrated, entre otros, como un "ávido ciclista", dando todo en una bicicleta de carretera. Antes de su candidatura presidencial, Kerry era conocido por haber participado en varios paseos de larga distancia. Incluso durante sus muchas campañas, visitó muchas tiendas de bicicletas, tanto en su estado natal y en otros lugares. Su personal solicitó bicicletas estáticas reclinadas para sus habitaciones de hotel. También ha sido un snowboarder, windsurf, y marinero.
Según el Boston Herald, de fecha 23 de julio de 2010, Kerry encargó la construcción de un nuevo yate de $7 millones (un 75 Amistad) en Nueva Zelanda y en Portsmouth, Rhode Island, donde tiene su sede la empresa de yates Amistad. El artículo afirmaba que esto le permitió evitar el pago de impuestos de Massachusetts en la propiedad incluyendo aproximadamente $437 500 en impuestos sobre las ventas y un impuesto al consumo anual de cerca de $500.

## Trayectoria política
En 1970, Kerry consideró presentarse a las primarias demócratas con vistas a ser candidato al Congreso por el tercer distrito de Massachusetts, pero al final decidió apoyar a Robert Drinan, un sacerdote jesuita y activista antibélico, el cual terminó ganando las primarias y consiguiendo el asiento en el Congreso. Posteriormente, intentó competir por un asiento en el Congreso por el cuarto distrito, logrando resultar victorioso en unas primarias a las que se presentaron diez candidatos. Sin embargo, no pudo vencer al republicano Paul W. Cronin en la elección celebrada en noviembre de 1972, a pesar de que muchas encuestas daban a Kerry el favoritismo para vencer en los comicios.
Tras su derrota, Kerry continuó sus estudios, esta vez como Juris Doctor por el Boston College en 1976. Una vez graduado, comenzó a trabajar a tiempo complejo bajo las órdenes de John J. Droney, entonces Fiscal General del Condado de Middlesex. Ascendido a primer asistente del fiscal asistente en 1977, se enfrentó a la delincuencia, el crimen organizado, el fraude fiscal, el narcotráfico así como las violaciones. En 1979, de conjunto con otro fiscal ayudante, funda su propio bufete de abogados. Fue además comentarista de una televisión local y cofundador de una panadería.
En 1982, Kerry decidió aspirar al puesto de vicegobernador de Massachusetts, compitiendo en primarias junto otras cuatro personas. Tras ganarlas, concurrió como compañero de fórmula de Michael Dukakis a las elecciones por la gobernación de Massachusetts, celebradas el 2 de noviembre de 1982. La fórmula Dukakis-Kerry logró vencer a la fórmula republicana, tomando posesión como vicegobernador el 6 de marzo de 1983.

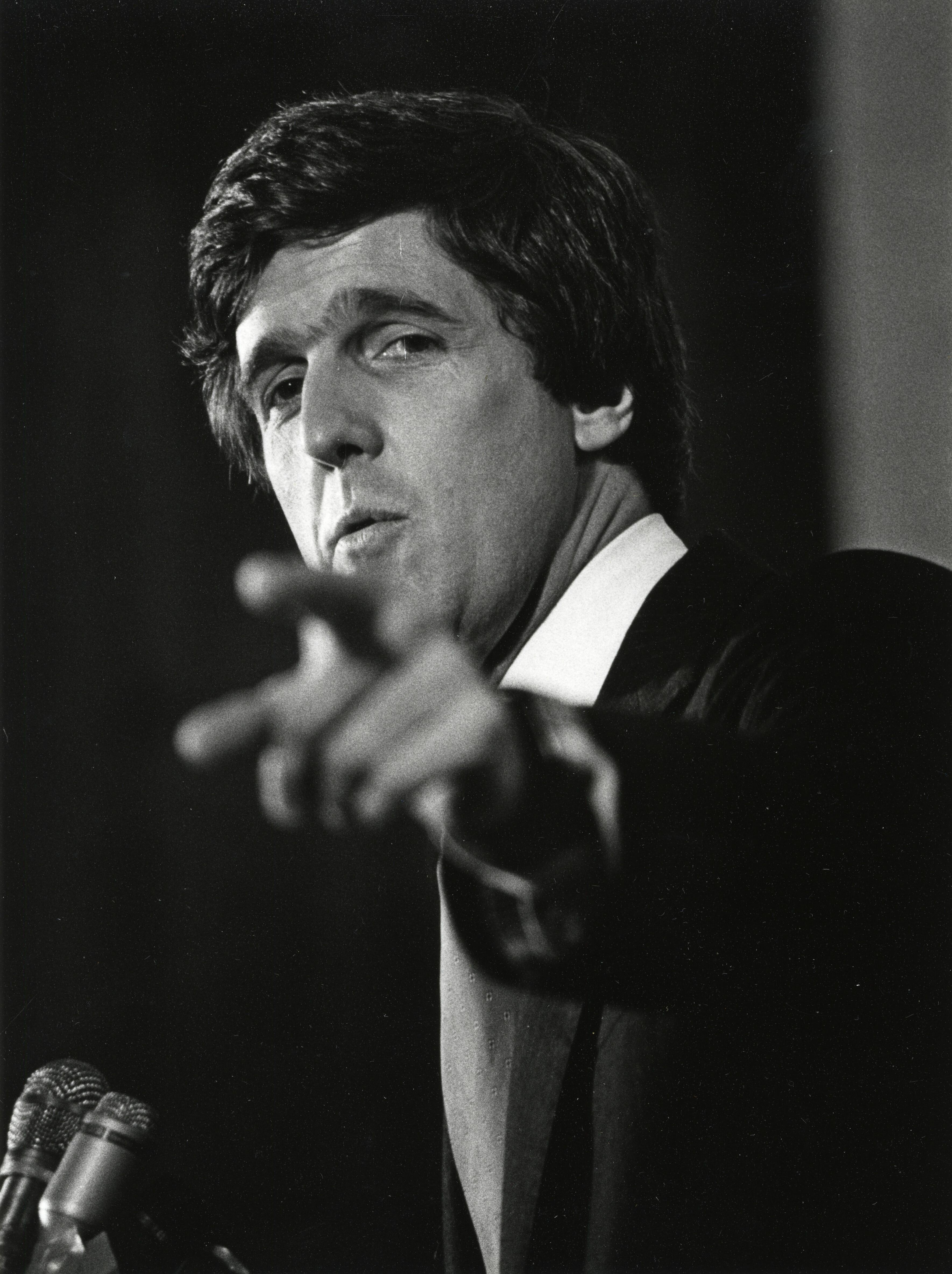
Kerry en 1984 durante su campaña para Senador

En 1984, el entonces senador por Massachusetts, el demócrata Paul Tsongas, anunció que se retiraría por razones de salud. Kerry se mostró interesado por el puesto y, al igual que en su campaña de 1982 para Vicegobernador, no recibió el respaldo de la directiva del partido en la convención demócrata del estado. El congresista James Shannon, muy cercano al entonces presidente de la Cámara de Representantes, Tip O'Neill, era el favorito para ganar la nominación.  Sin embargo, al igual que en las primarias a vicegobernador en 1982, Kerry se impuso en una primaria cerrada.
En su campaña electoral, Kerry prometió mezclar el liberalismo con los controles de presupuesto ajustado. Resultó elegido Senador tras vencer al republicano Ray Shamie, a pesar de concurrir en unas elecciones bastante cerradas en todo el país en las cuales Ronald Reagan resultó reelecto presidente.

## Senador (1985-2013)

### Audiencias Irán-Contra
El 18 de abril de 1985, meses después de tomar posesión del cargo, Kerry, de conjunto con el senador Tom Karkin, viajó a Nicaragua con el motivo de sostener un encuentro con el entonces presidente, Daniel Ortega. Su viaje recibió varias críticas, sobre todo debido a los apoyos que el gobierno sandinista recibía por parte de Cuba y la Unión Soviética; sin embargo, tanto Kerry como Karkin sostuvieron en Nicaragua encuentros tanto con el Gobierno como con las fuerzas insurgentes nicaragüenses, conocidas como Contras. Ambos senadores lograron el compromiso por parte de Ortega de poner alto al fuego a cambio de que cesase el financiamiento de las Contras. Dicho acuerdo no avanzó debido a la oposición de la Administración Reagan, la cual aprobó en la Cámara de Representantes un plan mediante el cual se destinaron 14 millones de dólares de apoyo a las Contras. La Cámara votó en contra de la ayuda a los Contra, pero Ortega viajó a Moscú para aceptar un préstamo de $200 millones, lo que en parte llevó a la Cámara de Representantes a aprobar un paquete de ayuda de $27 millones seis semanas más tarde.
A pesar del fracaso de su iniciativa, Kerry y su equipo llevó a cabo sus propias investigaciones, y el 14 de octubre, emitió un informe que exponía las actividades ilegales llevadas a cabo por el teniente coronel Oliver North, el cual había establecido una red privada, en la cual participaba el Consejo Nacional de Seguridad y la CIA, con el objetivo de entregar equipo militar a los rebeldes nicaragüenses. Varios miembros de la administración Reagan fueron acusados por el informe de financiación y suministro ilegal a grupos militares armados sin la autorización del Congreso. En abril de 1986, Kerry y el también senador demócrata Christopher Dodd, propusieron la creación de un subcomité senatorial dentro del Comité de Relaciones Exteriores del Senado para investigar el financiamiento ilegal de las Contras mediante el narcotráfico.
El 13 de abril de 1989, el subcomité presidido por Kerry, elaboró el llamado Informe Kerry, el cual estableció que:

"las personas que proporcionaron apoyo a los contras estaban involucrados en el tráfico de drogas ... y elementos de la contra por sí mismos, a sabiendas recibieron asistencia financiera y material de los narcotraficantes.

El informe Kerry fue un precursor del caso Irán-Contra. El 4 de mayo de 1989, el teniente coronel Oliver North fue condenado por cargos relacionados con el escándalo Irán-Contra.

### Actividad como Senador
El 15 de noviembre de 1988, durante un desayuno de negocios en Lynn, Massachusetts, Kerry hizo una broma sobre el entonces presidente electo George HW Bush y su compañero de fórmula, expresando que "si recibe un disparo Bush, el Servicio Secreto tiene órdenes de disparar a Dan Quayle". Al día siguiente se disculpó.
Durante la investigación al gobernante panameño Manuel Noriega, el personal de Kerry encontró razones para creer que el Banco de Crédito y Comercio Internacional (BCCI), con base en Pakistán, había facilitado las operaciones de tráfico de drogas y lavado de dinero de Noriega. Esto condujo a una investigación independiente al BCCI, y como resultado, los reguladores bancarios cerraron el BCCI en 1991. En diciembre de 1992, Kerry y el senador Hank Brown, republicano por Colorado, emitieron un informe sobre el escándalo del BCCI. El informe mostró que el banco había estado trabajando con varios terroristas, entre ellos Abu Nidal, fundador de Fatah.
En 1994, el Senado aprobó una resolución, patrocinada por Kerry y el senador republicano por Arizona, John McCain, también veterano de la Guerra de Vietnam, en la que pidieron el fin del embargo comercial a Vietnam; en una clara iniciativa en pro de la normalización de las relaciones entre los dos países. En 1995, el presidente Bill Clinton reinició las relaciones diplomáticas entre ambos países.
Kerry se sitúó en el ala liberal del Partido Demócrata dentro del Senado, siendo respetado por los miembros más progresistas. Se opuso a la primera Guerra del Golfo, en 1991, aunque votó a favor de la invasión a Irak de 2003. Sin embargo, fue un activo opositor de las políticas belicistas del entonces presidente George W. Bush.
En enero de 2009, fue elegido presidente del Comité de Exteriores del Senado en sustitución del hasta entonces senador Joe Biden, quien había renunciado para asumir las funciones de vicepresidente de los Estados Unidos. Como presidente del Comité, fue clave en la renovación del Nuevo Tratado START (START III) sobre la reducción de los arsenales nucleares de Estados Unidos y Rusia.

## Candidatura presidencial

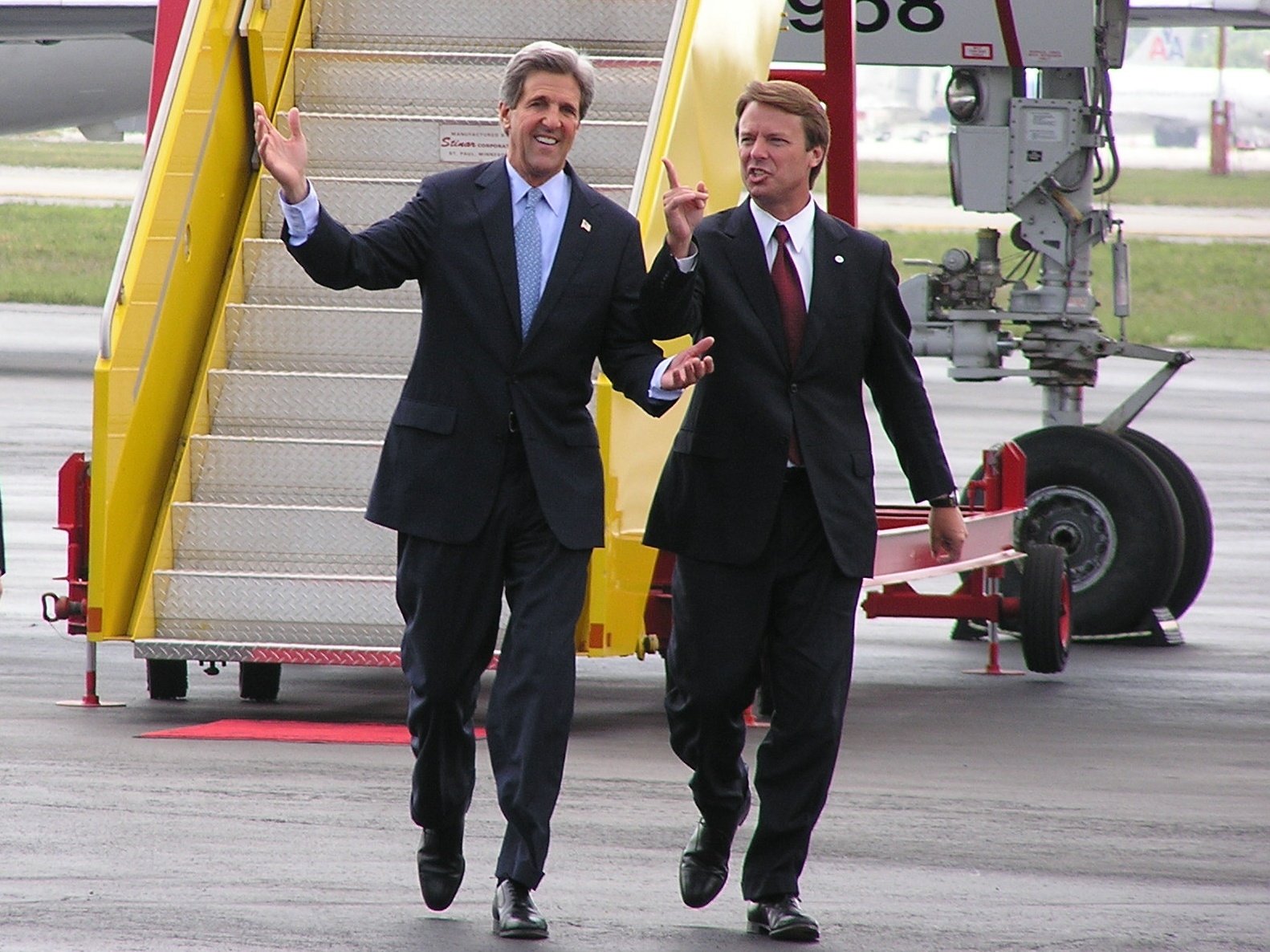
Kerry y Edwards en julio de 2004, a su llegada a Fort Lauderdale para un mitin electoral

A finales del año 2003, inició su campaña con vistas a la nominación del Partido Demócrata a la presidencia de los Estados Unidos, arrasando en los comicios primarios. El 6 de julio de 2004, sin haber sido nominado aún, pero con la victoria asegurada, escogió como compañero de fórmula a su excolega en el Senado, John Edwards. El 29 de julio de 2004 fue elegido oficialmente candidato presidencial durante la Convención Nacional Demócrata celebrada en Boston, Massachusetts, enfrentándose al entonces presidente, el republicano George W. Bush en las elecciones presidenciales celebradas el 2 de noviembre de 2004.
Kerry perdería dichas elecciones, siendo vencido tanto en voto popular (51.0 % - 48.5 %) como en el Colegio Electoral (286-252), luego de un polémico conteo que abrió múltiples interrogantes y denuncias. En los estados clave de Ohio y Florida, ambos candidatos estuvieron empatados durante toda la campaña, aunque finalmente estos se decantaron por Bush.
En 2008, Kerry descartó una segunda candidatura presidencial, dando su apoyo al entonces senador Barack Obama.

## Las últimas actividades de las elecciones presidenciales

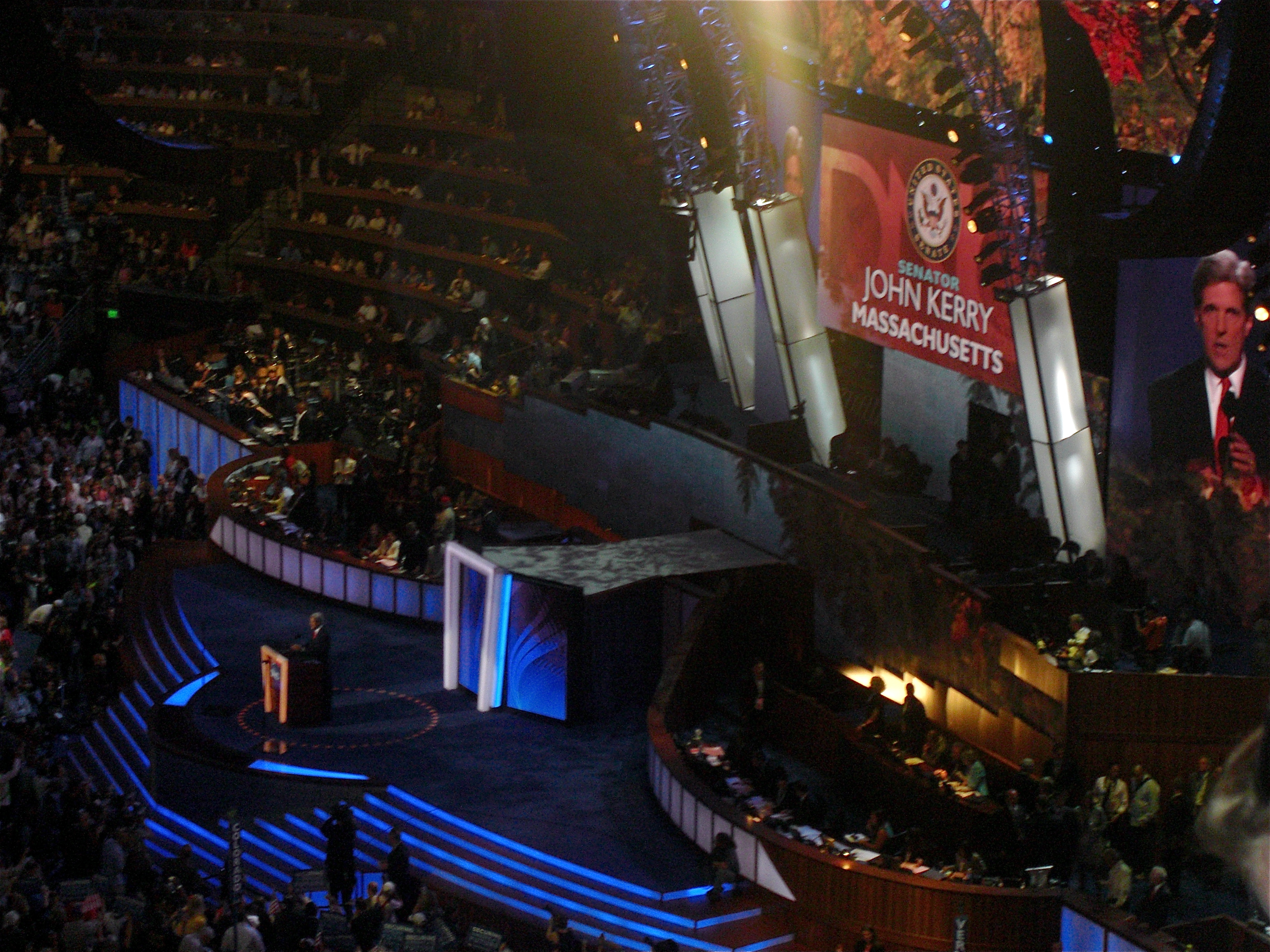
Kerry habla durante la tercera noche de la Convención Nacional Demócrata 2008 en Denver, Colorado.

Inmediatamente después de las elecciones del 2004, algunos demócratas nombraron a Kerry como un posible candidato para la nominación demócrata del 2008. Su hermano había dicho que una campaña de este tipo era "concebible" y el propio Kerry dijo, según se informa en una fiesta de despedida para su equipo de campaña del 2004, "siempre hay otros cuatro años".
Kerry estableció un comité de acción política independiente, manteniendo la promesa de Estados Unidos, declaró que su mandato sería "Un Congreso demócrata que restaurará la rendición de cuentas a Washington y ayudará a cambiar un curso desastroso en Irak", movilizó y canalizó las contribuciones a los candidatos demócratas en las contiendas estatales y federales. Con el fin de mantener la promesa a Estados Unidos en 2005, Kerry recaudó más de $5.5 millones de otros demócratas. A través de su cuenta de campaña y su comité de acción política, la operación de campaña de Kerry generó más de $10 millones para diversos comités del partido y 179 candidatos para las oficinas de la Cámara, Senado, estatales y locales en 42 estados se centran en las elecciones de mitad de período durante el ciclo electoral de 2006. "Acumulativamente, John Kerry ha hecho tanto o más que cualquier otro senador individual", dijo Hassan Nemazee, el presidente nacional de finanzas de la DSCC.
El 10 de enero del 2008, Kerry respaldó al senador por Illinois Barack Obama para presidente. Fue mencionado como un posible candidato a la vicepresidencia por el senador Obama, aunque su compañero senador Joe Biden fue finalmente elegido. Tras la aceptación de la candidatura a la vicepresidencia de Biden, surgió la especulación de que John Kerry sería un candidato a la Secretaría de Estado en el gobierno de Obama. Sin embargo, el cargo se le ofreció a la senadora Hillary Clinton.
Durante la campaña electoral de Obama del 2012, Kerry participó en un debate con el presidente, haciéndose pasar por el candidato republicano Mitt Romney.

## Secretario de Estado (2013–2017)

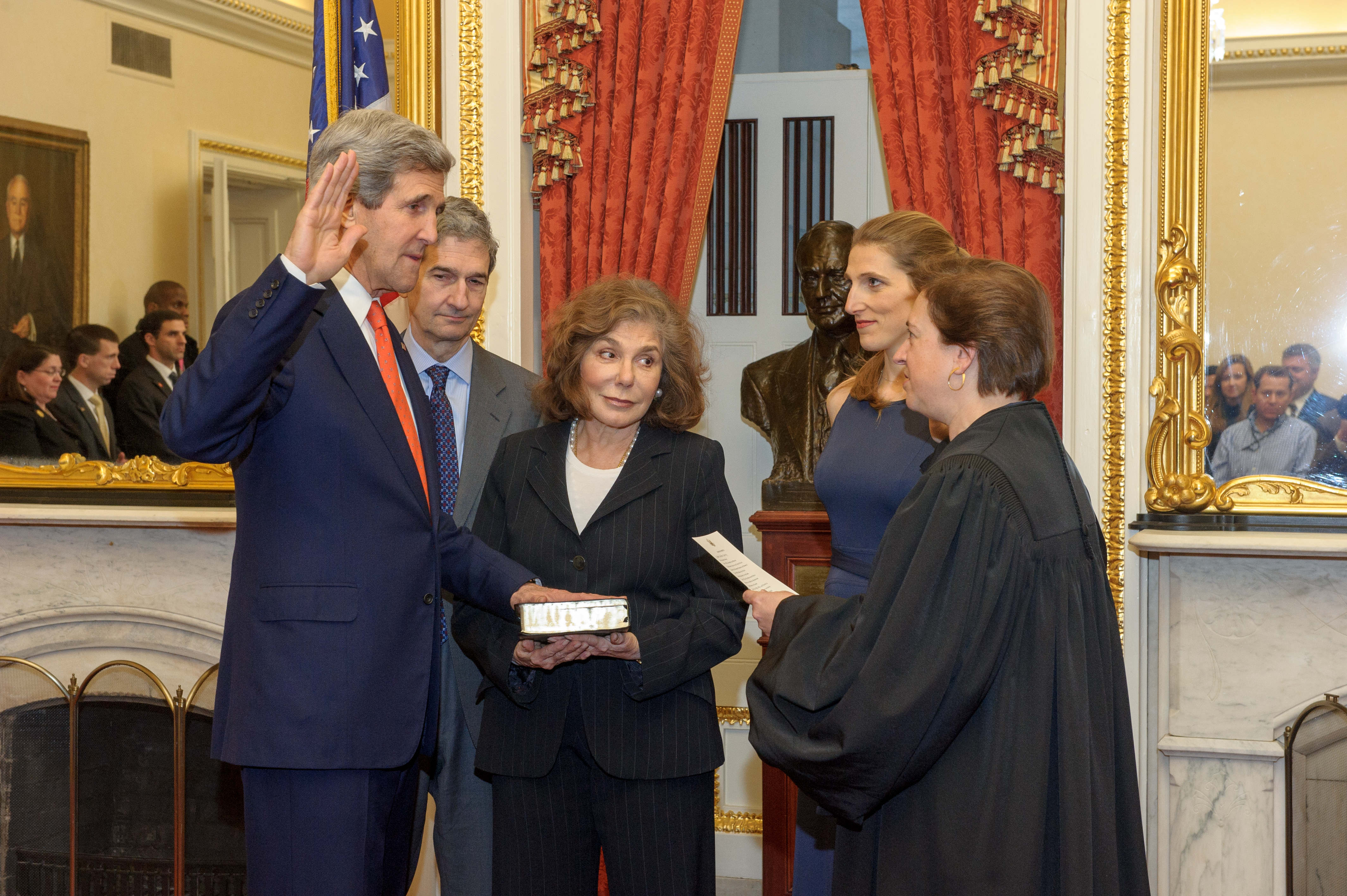
John Kerry jurando el cargo de secretario de Estado, ante la juez del Supremo Elena Kagan (1 de febrero de 2013).

### Nominación
El 15 de diciembre del 2012, varias agencias de noticias informaron que el presidente Barack Obama podría nombrar a Kerry para suceder a Hillary Clinton como secretaria de Estado, después de que Susan Rice, ampliamente vista como la elección preferida de Obama, retiró su nombre de la consideración citando un proceso de confirmación politizado tras las críticas de su respuesta al ataque de Bengasi en 2012. El 21 de diciembre, Obama propuso la nominación que recibió comentarios positivos. Su audiencia de confirmación tuvo lugar el 24 de enero del 2013, ante el Comité de Relaciones Exteriores del Senado, el mismo panel donde por primera vez trabajó en 1971. El comité votó unánimemente en aprobarlo el 29 de enero del 2013, y el mismo día en que el pleno del Senado lo confirmó en una votación de 94-3. En una carta al gobernador de Massachusetts, Deval Patrick, Kerry anunció su renuncia al Senado efectiva al 1 de febrero.

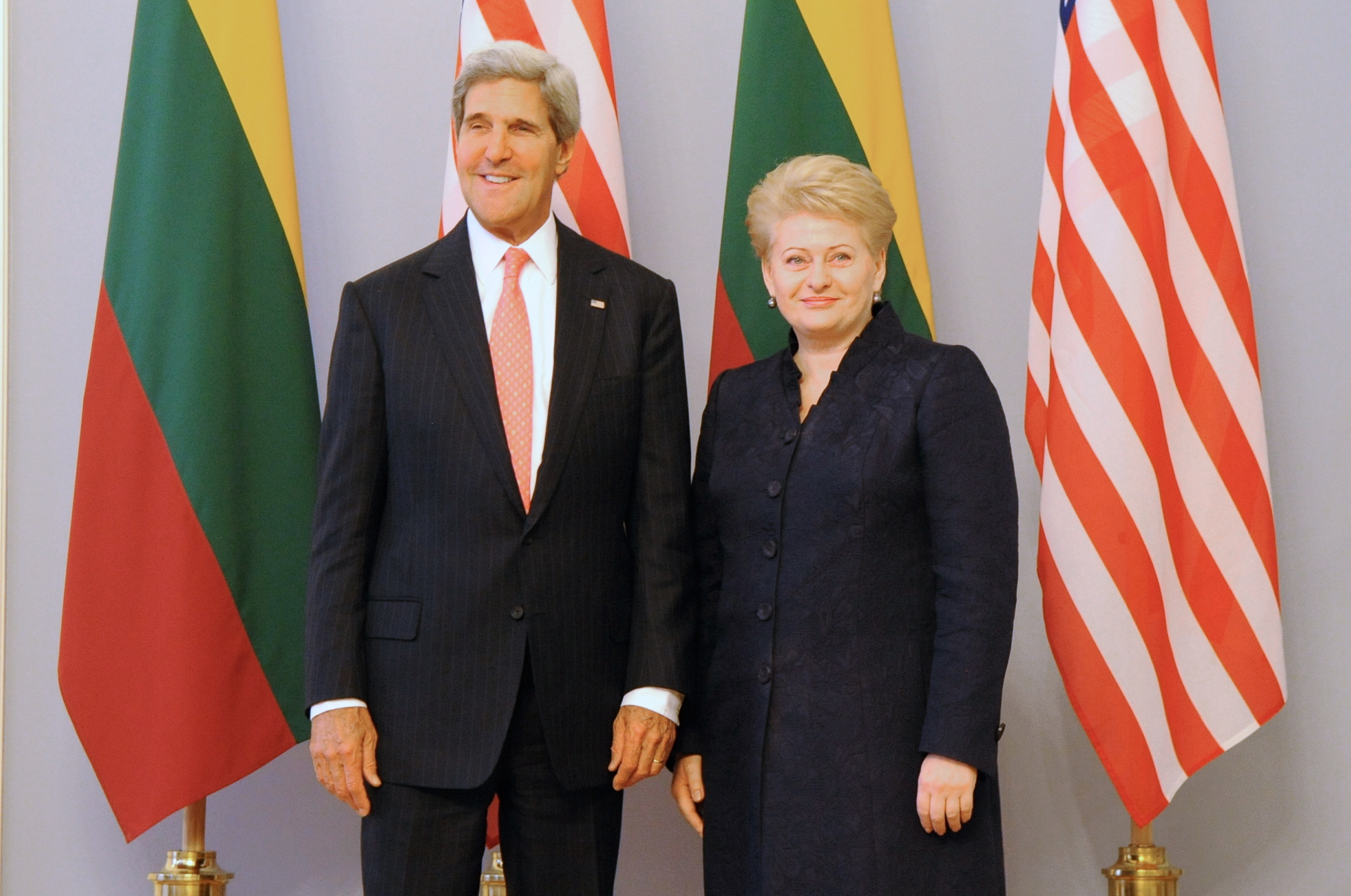
El secretario de Estado de EE.UU., John Kerry, se reúne con Grybauskaitë en Vilna, el 7 de septiembre de 2013.

### Permanencia

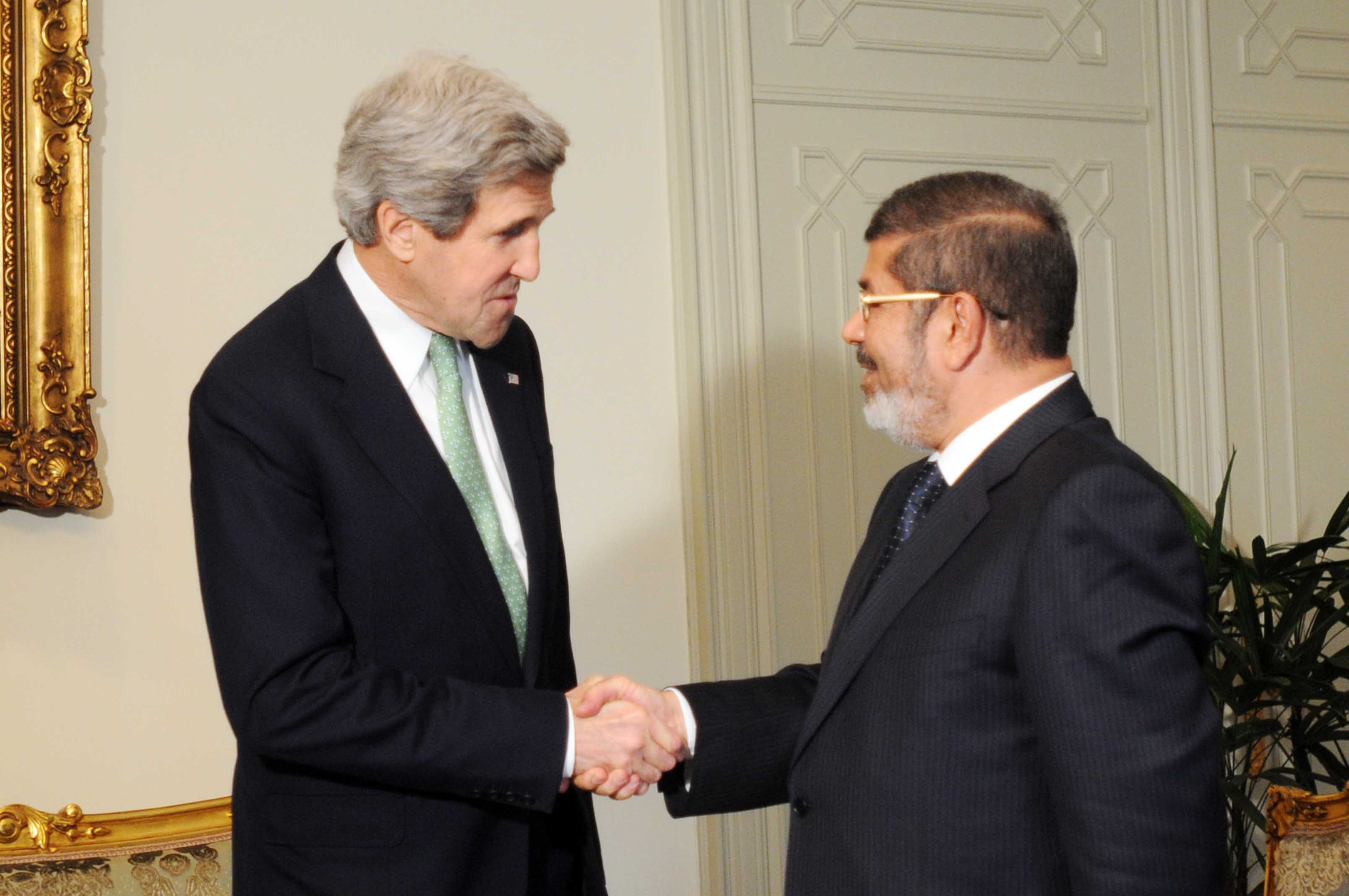
Kerry se reúne con el presidente egipcio, Mohamed Morsi en El Cairo, el 3 de marzo de 2013.

Kerry hizo su juramentado como Secretario de Estado el 1 de febrero del 2013.
Después de seis meses de la diplomacia rigurosa en el Oriente Medio, el secretario de Kerry fue capaz de tener negociadores israelíes y palestinos que acordaron el inicio de las conversaciones de paz 2013-14 entre israelíes y palestinos. Altos funcionarios estadounidenses declararon que las dos partes fueron capaces de satisfacer el 30 de julio del 2013 a los deseos del Departamento de Estado, sin mediadores estadounidenses después de una cena de la noche anterior organizada por Kerry.

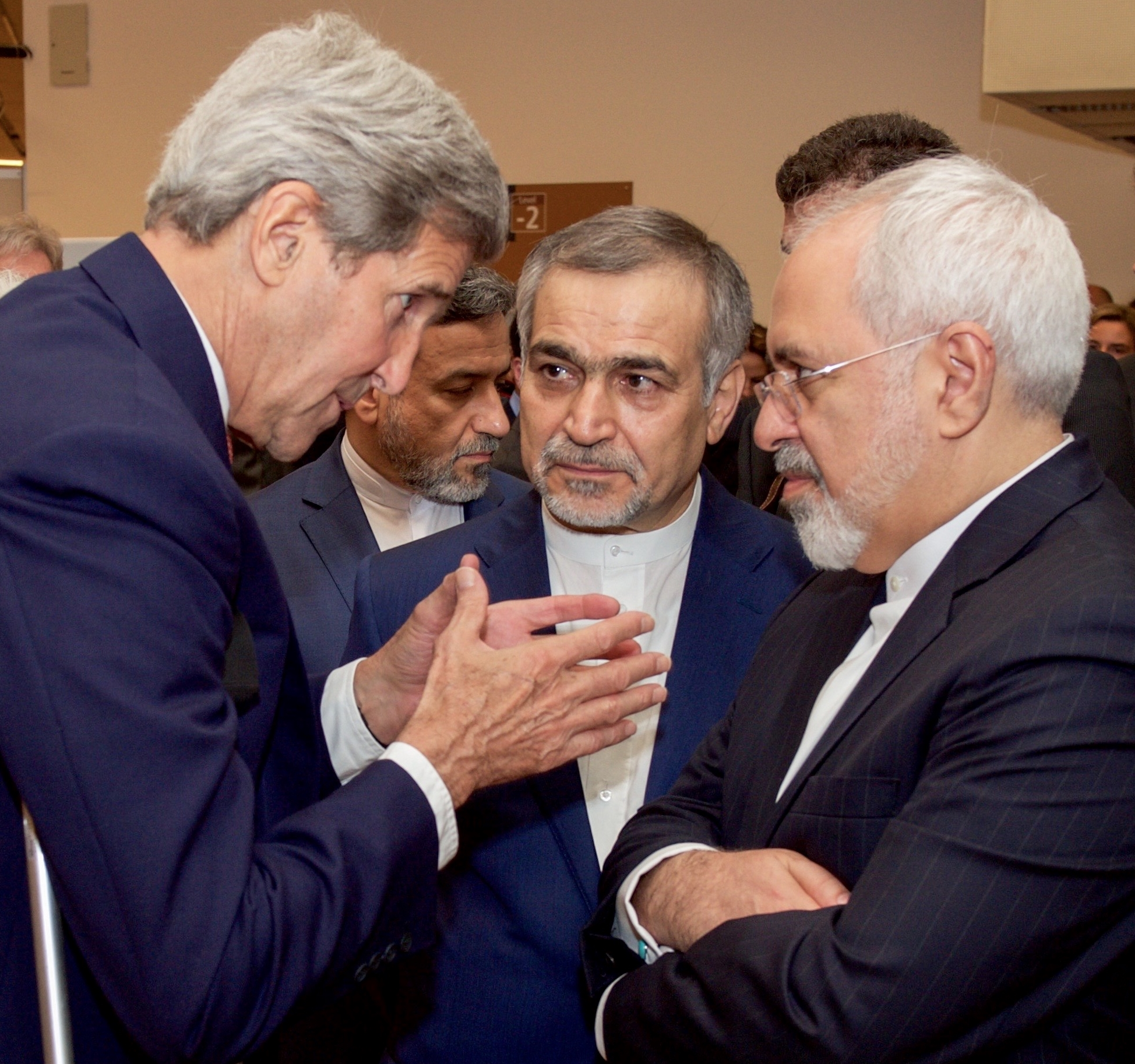
Kerry con Mohammad Javad Zarif, durante el anuncio del Plan Conjunto de Acción General, el 14 de julio de 2015

El 27 de septiembre del 2013, se reunió con el canciller iraní, Mohammad Javad Zarif durante el P5 + 1 y la cumbre de Irán, que finalmente llevó al acuerdo nuclear de la JCPOA. Fue el contacto directo de más alto nivel entre los Estados Unidos e Irán en los últimos seis años, y lo convirtió en el primer secretario de Estado de EE.UU. que se ha reunido con su homólogo iraní desde la revolución iraní de 1979.

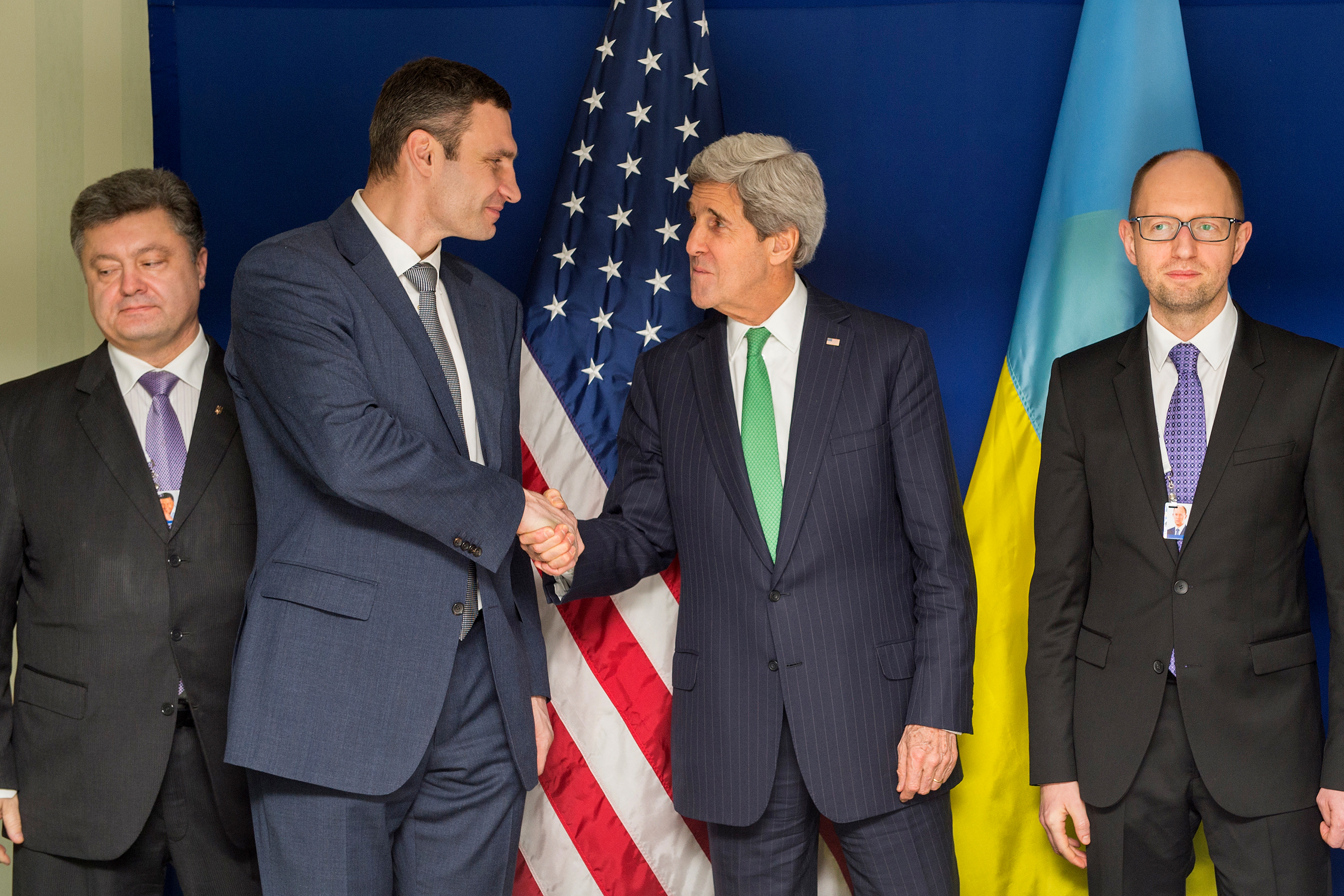
Los líderes de la oposición ucraniana Vitali Klitschko, Arseniy Yatsenyuk y Petro Poroshenko conociendo a Kerry, el 1 de febrero de 2014.

En el Departamento de Estado, Kerry ganó rápidamente una reputación "para estar a distancia, manteniendo a sí mismo, y sin molestarse en leer las notas del personal". Algunos funcionarios del Departamento de Estado se quejaron de que el poder se había vuelto demasiado centralizado bajo el liderazgo de Kerry, lo que ralentiza las operaciones del departamento cuando Kerry está en una de sus frecuentes viajes al extranjero. Cuando se le preguntó si viajaba demasiado, él respondió: "Por supuesto que no. No voy a detenerme". Sin embargo, después de los primeros seis meses de Kerry en el Departamento de Estado, una encuesta de Gallup encontró que tenía altos índices de aprobación entre los estadounidenses como secretario de Estado. Después de un año, otro sondeo mostró que la popularidad de Kerry siguió aumentando. A menos de dos años en el término de Kerry, en 2014 en encuestas de la revista torre de marfil, revista de la Política Exterior encabezada por estudiosos de las relaciones internacionales se le preguntó: "¿Quién fue el Secretario de Estado de EE.UU. más eficaz en los últimos 50 años?"; John Kerry y Lawrence Eagleburger empatados en el puesto 11 de los 15 secretarios de Estado confirmados en ese período.
En enero del 2014, después de haber tenido una reunión con el secretario de Estado, el monseñor Pietro Parolin, dijo que "Hemos concordado en casi todos los asuntos importantes en que los dos estamos trabajando, que son cuestiones de interés para todos nosotros. En primer lugar, nos referimos a la gran preocupación sobre Siria y yo estaba especialmente agradecido por la posición del arzobispo este tema, e igualmente agradecido por los comentarios del Santo Padre. -Los comentarios del Papa con respecto a su apoyo al proceso de Ginebra-. Damos la bienvenida a que el apoyo es muy importante a tener y sé que el papa está particularmente preocupado por los números masivos de seres humanos desplazados y la violencia que ha tomado más de 130 000 vidas".

### Siria

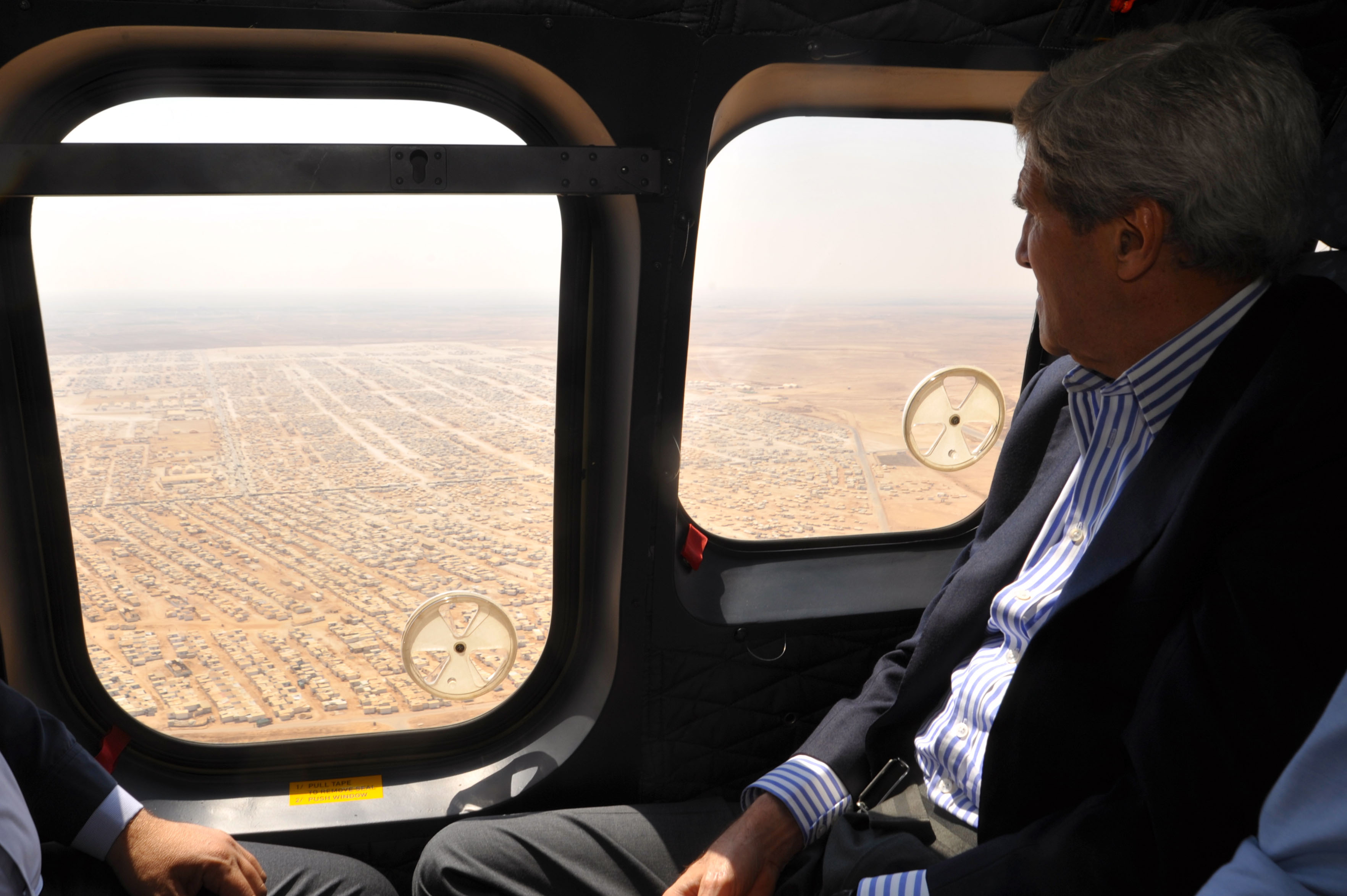
Kerry sobrevolando el campo de Mrajeeb al-Fhood, para los refugiados sirios

Después de los ataques con armas químicas el 21 de agosto de 2013 en los suburbios Ghouta de Damasco atribuidos a las fuerzas del gobierno sirio, Kerry se convirtió en el principal defensor de la utilización de la fuerza militar contra el gobierno sirio por lo que llamó "el uso brutal y flagrante de un déspota de las armas químicas".
Kerry dijo el 9 de septiembre, en respuesta a la pregunta de un periodista sobre si el presidente sirio Bashar al-Assad, que podría evitar un ataque militar: "Él podría entregar cada una de sus armas químicas a la comunidad internacional en la próxima semana y darle la vuelta, todo ello, sin demora, y permitir una contabilidad completa y total para eso. Pero él no está a punto de hacerlo y no está dispuesto a hacerlo, por supuesto". Esta observación sin guion inició un proceso que llevaría a Siria a renunciar al acuerdo de destruir su arsenal de armas químicas, ya que Rusia trató la declaración de Kerry como una propuesta seria. El canciller ruso Sergey Lavrov dijo que Rusia iba a intervenir "inmediatamente" para convencer a Siria para renunciar y destruir su arsenal de armas químicas grandes. Siria acogió rápidamente esta propuesta y el 14 de septiembre, la ONU aceptó oficialmente la solicitud de Siria para unirse a la convención que prohíbe las armas químicas, y por separado, los EE.UU. y Rusia acordaron un plan para eliminar las armas químicas de Siria a mediados del 2014. El 28 de septiembre, el Consejo de Seguridad de la ONU aprobó una resolución que ordenaba la destrucción de las armas químicas de Siria y condenaba el ataque a Ghouta del 21 de agosto.

### América Latina
En un discurso ante la Organización de los Estados Americanos en noviembre del 2013, Kerry señaló que la era de la Doctrina Monroe había terminado. Luego pasó a explicar, "La relación que buscamos y para la que hemos trabajado duro no se trata de una declaración de los Estados Unidos acerca de cómo y cuándo va a intervenir en los asuntos de otros estados americanos. Se trata de una visualización de todos nuestros países vecinos como iguales, compartiendo responsabilidades, la cooperación en cuestiones de seguridad y no adherirse a la doctrina, sino a las decisiones que tomamos como socios para promover los valores y los intereses que compartimos".

### Ecologismo
Kerry ha tenido una preocupación a lo largo de su carrera con el ambientalismo como un problema global. En abril del 2016, se firmaron los Acuerdos de París del clima en las Naciones Unidas en Nueva York.

### Oficial
- Secretario de Estado John F. Kerry
- Kerry's military records—de JohnKerry.com via the Internet Archive

### Información
- Material de Campaña de John Kerry —from ArchivoElectoral.org
- Donaciones Políticas hechas por John Kerry
- Snopes.com: "Service Mettle"—Snopes.com de las Medallas por el Servicio militar de Kerry en Vietnam
- Profile de SourceWatch
- Biografía de John Kerry por CIDOB (en español)

### Declaraciones y entrevistas
- John Kerry's letter to his parents about Richard Pershing's death—1968.
- Statement on behalf of Vietnam Veterans Against the War—abril de 1971.
- John Kerry's Senate hearing testimony al Comité de Relaciones Exteriores del Senado en 1971 (PDF file)
- John Kerry's complete 1971 statement before the Senate Foreign Relations Committee from National Review
- Selections from John Kerry's 1971 statement before the Senate Foreign Relations Committee
- The BCCI Affair, A Report to the Committee on Foreign Relations, United States Senate, por el Senador John Kerry y el Senador Hank Brown, EN diciembre de 1992
- Obama rally with John Kerry and Others MP3 el 2 de febrero de 2008 en Sacramento, CA

### Cobertura de Prensa
- John Kerry: Candidate in the making, Michael Kranish, The Boston Globe, 15 de junio de 2003
- When John Kerry's Courage Went M.I.A., Sydney H. Schanberg, The Village Voice, 17 de febrero de 2004]
- Frontline: The Choice 2004, PBS, un especial de dos horas donde se comparaba a Kerry con Bush
- Researcher Alleges Potential Plagiarism in 11 Passages of Kerry's Writings, Josh Gerstein, New York Sun, el 26 de octubre de 2004
- Profile: John Kerry, Paul Reynolds, BBC News, 5 de noviembre de 2004

- Datos: Q22316
- Multimedia: John Kerry / Q22316
- Citas célebres: John Kerry